# 群発頭痛
群発頭痛（ぐんぱつずつう、Cluster headache）は、強烈な痛みを生じる頭痛発作を特徴とする、一次性の（ほかが原因ではない）頭痛のひとつである。痛みの特徴としては一側性で眼窩部を中心とする激痛が、一定期間（群発期）に集中しておこり1日の間に発作を何回も繰り返すことにある。視床下部の機能異常が関与していると考えられている。群発頭痛患者の発作期には、頸静脈血中のCGRPおよびVIP、髄液中の一酸化窒素(NO)の代謝産物が上昇していることが報告され、三叉神経血管系におけるニューロペプチドの変化が群発頭痛で起きていると考えられている。『国際頭痛分類第3版beta版』では、三叉神経・自律神経性頭痛（TACs）に分類されている。
治療には発作の予防を目的とした予防薬と、発作の頓挫を目的とした急性期治療薬がある。日本のガイドラインでは、急性期治療薬としてはスマトリプタン皮下注射、純酸素吸入が、反復性群発頭痛の予防薬としてはベラパミル、副腎皮質ステロイドが推奨されている。
また、あまりの痛さから世界三大激痛の一つとされ別名では「自殺頭痛」と言われおり、群発頭痛患者の中には医師に頭を切り落としてくれ。と懇願する者もいるという。

## 特徴
診断上重要な臨床所見
- 一次性頭痛の中では最も痛みの強い頭痛である。
- 頭痛は決まった片側に出現する。
- 頭痛発作頻度は1回/1日から8回/日である。
- 1回あたりの頭痛発作時間は15 - 180分である。
- 頭痛発作を反復する期間は1ヶ月弱から数ヶ月続き、これを群発期という。
- 群発期は数年に1回から1年に数回現れる（慢性群発頭痛を除く）
- 発作中は頭痛と同側に結膜充血、流涙、鼻閉（鼻づまり）、鼻漏（鼻汁分泌）、眼瞼浮腫、前頭部および顔面の発汗、前頭部および顔面の紅潮、耳閉感、縮瞳、眼瞼下垂などが認められる。
- 群発期の非頭痛時間帯に飲酒すると頭痛が誘発されるが、寛解期（非群発期）には誘発されない。
- 発作中、落ち着きのない、あるいは興奮した様子となる。

診断上参考となる臨床所見
- 男性に多い。
- 女性は妊娠中、頭痛が出現しにくい。
- 20 - 40歳の発症が多い。日本の報告では平均発症年齢は男性29 - 40歳、女性24 - 40歳である。
- 群発期はアルコール飲料、ニトログリセリン、ヒスタミンで発作が誘発される。
- 大酒家、ヘビースモーカーが多い。

## 治療
群発頭痛の治療は急性期治療薬だけではなく予防薬の投与を行う。なお群発頭痛 は治療薬のプラセボ効果が出にくいとされている。概日リズムの矯正。

### 予防治療
一般的な予防薬としてはベラパミル(240 - 360mg)、炭酸リチウム(600 - 900mg)、バルプロ酸(400 -600mg)、トピラマート(75mg)、ステロイド（PSL60 - 100mgを5日間1日1回投与後10mg/日ずつ減量）などが知られている。臨床現場では疼痛治療薬と予防薬が組合せられて治療に用いられる。なお、ステロイドは必須ではない。
英国国立医療技術評価機構のガイドラインでは予防にベラパミルを勧告し、これが効果を示さなかった場合には専門家の支援を求めるべきだとしている。

### 急性期治療
急性期治療で用いられるのはスマトリプタン皮下注、酸素、エルゴタミンである。スマトリプタン皮下注は投与10分程で効果が発現する。純酸素吸入は100％酸素（7l/分）をフェイスマスクを用い座位もしくは立位で10～20分間吸入させる。在宅酸素療法で行うことも可能であるが高度濃度酸素であることに注意が必要である。
英国国立医療技術評価機構のガイドラインでは突発性の群発頭痛に対し、アセトアミノフェン・NSAIDs・オピオイド・エルゴタミン・経口トリプタンは処方してはならないとしている。

### 研究段階にあるもの
ハーバード大学の研究者であるジョン・ハルパーンが調査を行っている。2006年には、彼らは群発頭痛患者に聞き取りを行い、シロシビン使用者の19人中18人が、LSDの使用者の5人中4人が、寛解（収まっている）の期間を延長したなど、調査のための正当な理由となる可能性を得た。例えばある男性はキノコ使用後、頭痛が生じないまま3年が経過した。
2010年には、幻覚作用がないが化学構造が似ている2-Bromo-LSD(BOL-148としても知られる)を用いた症例研究を行った。研究では、例えばある患者では30年にわたり1週間に40の発作があったが、週に0回にまで減った。彼の取り組みは、科学雑誌や「ナショナルジオグラフィックチャンネル」でも言及されたが、大手の製薬会社からの関心を得ず、entheogen社を立ち上げ、2-Bromo-LSDが承認されるための研究資金をつのっている。

### 各地の俗説
- ネイティブアメリカンやスカンディナヴィアの一部では、一定周期で流涙を伴う強烈な頭痛を発現させる者を、悪魔が憑いた等の理由で悪魔祓いや処刑の対象としていた。のちに、これは群発頭痛が原因ではないかと言われている。
- 中国湖北省の一部地域では、群発頭痛とみられる症状を発現するものが多く住む地域が存在する。その地域で、群発頭痛と思われる症状が他地域よりも多く発現する医学的根拠は不明である。この地域でも、症状は悪魔憑きや憑依等が理由だと考えられていた。また、その地域の俗説として、症状を発現するものの多くは、身長が高く頭の良い若い男性であり、その多くは性的魅力に溢れる者であったため、性感染症の一つではないかとも考えられていた。